# La Cinquième Offensive
Pour plus de détails, voir Fiche technique et Distribution.
La Cinquième Offensive (Sutjeska) est un film de guerre yougoslave réalisé par Stipe Delić, sorti en 1973.

## Synopsis
Le film relate l'offensive que durent subir, durant la Seconde Guerre mondiale, Tito et ses Partisans au printemps 1943 : soumis à des attaques d'une extrême violence lors de l'opération Schwarz lancée par les occupants nazis, les Partisans doivent s'extraire de la tenaille allemande et parvenir à traverser la rivière Sutjeska pour se mettre à l'abri en Bosnie. Dans le même temps, les Partisans reçoivent la visite d'agents britanniques qui assistent aux combats et informent bientôt leur hiérarchie de l'héroïsme des résistants communistes...

## Fiche technique
- Réalisation : Stipe Delić
- Titre original : Sutjeska (en cyrillique : Сутјеска)
- Scénario : Branimir Šćepanović, Serge Bondartchouk, Wolf Mankowitz, Miljenko Smoje, Ugo Pirro
- Genre : guerre, drame
- Durée : 128 minutes
- Pays : Yougoslavie
- Langue : serbo-croate, allemand, anglais
- Année de sortie : 1973

## Distribution
- Richard Burton (VF : André Falcon) : Josip Broz Tito
- Ljuba Tadić : Sava Kovačević
- Bata Živojinović : Nikola
- Miroljub Lešo : Boro
- Irene Papas : la mère de Boro
- Milena Dravić : Vera
- Bert Sotlar : Barba
- Boris Dvornik : Ivan
- Rade Marković : Radoš
- Ljubiša Samardžić : Stanojlo
- Milan Puzić : un chef Partisan
- Kole Angelovski : l'ami de Stanojlo
- Stole Aranđelović : le prêtre
- Relja Bašić : capitaine Stuart
- Petar Banićević : capitaine William Deakin
- Günter Meisner : général Rudolf Lüters
- Anton Diffring : général Alexander Löhr
- Michael Cramer : colonel Wagner

## Autour du film
La Cinquième Offensive appartient à la catégorie du « film de partisans », un sous-genre de film de guerre très fréquent dans le cinéma yougoslave après 1945. Il s'agit de l'un des films les plus chers jamais produits en Yougoslavie. Il a reçu un prix spécial lors du huitième festival international du film de Moscou. La Cinquième Offensive a par ailleurs la particularité d'être le premier film du genre dans lequel est représenté Tito, qui en est de surcroît l'un des personnages principaux : le chef des Partisans, puis dirigeant de la Yougoslavie communiste jusqu'à sa mort en 1980, était jusque-là uniquement mentionné dans ces films, où il n'apparaissait jamais en personne. Pour l'occasion, son rôle est interprété par la vedette hollywoodienne Richard Burton.